# Wahlkreis Maidenhead

Der Wahlkreis Maidenhead mit den Grenzen von 2007

Maidenhead ist ein Wahlkreis in der Grafschaft Berkshire für das britische Unterhaus. Der Wahlkreis wurde 1997 in seiner heutigen Form geschaffen und deckt einen Großteil von Maidenhead, Bray, Wargrave, Sonning und Twyford ab. Er entsendet einen Abgeordneten ins Parlament.

## Geschichte
Der Wahlkreis ging aus Teilen der Wahlkreise Windsor and Maidenhead und Wokingham hervor und wird seit seiner Erschaffung 1997 von Theresa May, welche zwischen 2016 und 2019 als Premierministerin des Vereinigten Königreichs amtierte, im Parlament vertreten. Diese hat sich auch nach ihrem Ausscheiden als Premierministerin bei der Unterhauswahl 2019 erfolgreich um ihre Wiederwahl in Maidenhead beworben.
Der Wahlkreis wies im April 2013 eine Arbeitslosigkeit von lediglich 1,8 % auf. Dieser Wert lag damit erheblich niedriger als der nationale Durchschnitt von 3,8 %.